# Cold Spring (Minnesota)
Pour les articles homonymes, voir Cold Spring.
Cold Springs est une localité du Comté de Stearns dans l’État du Minnesota.
Sa population était de 4 025 habitants en 2010.